# Zuchthausvorlage
La Zuchthausvorlage (in realtà "Legge per la protezione dei rapporti di lavoro industriali") fu un disegno di legge dei vertici del Reich del 1899 ed è considerata l'ultimo tentativo di fermare l'ascesa della socialdemocrazia e del movimento sindacale con mezzi legali.
La Zuchthausvorlage si collegava all'intensificarsi delle richieste di Guglielmo II e del generale von Waldersee per combattere la socialdemocrazia. Ciò fu rafforzato dalla riluttanza dei socialdemocratici a celebrare il XXV anniversario del Reich e da uno sciopero nel porto di Amburgo, che durò diverse settimane, nel 1897. Lo stesso Kaiser annunciò in vari discorsi la "lotta contro la sovversione con tutti i mezzi".
Dopo che la cosiddetta piccola legge socialista venne respinta dalla Camera dei rappresentanti prussiana nel 1897 per l'opposizione della maggioranza parlamentare, che comprendeva i nazional-liberali, il Segretario degli interni, Arthur von Posadowsky-Wehner, presentò al Reichstag la c.d. Zuchthausvorlage su sollecitazione Guglielmo II. La proposta precedeva pene significativamente più severe rispetto al passato se i lavoratori disposti a lavorare fossero stati costretti dagli scioperanti a partecipare all'azione sindacale o ad aderire ai sindacati (c.d. coercizione ad aderire ad un gruppo).
All'interno del movimento sindacale, il disegno di legge provocò aspre proteste. Solo a Berlino, il 7 giugno 1899 si tennero grandi manifestazioni di protesta con un totale di circa 70.000 partecipanti. Ad Amburgo e Altona hanno manifestato 20.000 persone. August Bebel dichiarò di non aver mai sperimentato un tale malcontento nella sua lunga vita politica. La proposta fu respinta anche dall'opinione pubblica liberal-borghese. Max Weber, Lujo Brentano e Friedrich Naumann, ad esempio, si espressero contro il progetto. L'atteggiamento del Partito di Centro fu simile, anche lì l'iniziativa venne respinta. Anche la maggioranza dei Nazional-liberali disapprovò la riforma. Ciononostante, l'imperatore non si lasciò scoraggiare nel voler procedere con il disegno di legge. Se necessario, avrebbe sciolto il Reichstag.
Tuttavia, ciò non dissuase i membri del Reichstag dal loro rifiuto. Il progetto di legge venne respinto dal Reichstag nel 1899 a causa della schiacciante maggioranza della Camera. Solo i conservatori e l'ala destra dei nazional-liberali votarono a favore del disegno di legge. Questa fu anche una sconfitta personale per Guglielmo II e una ragione per la sostituzione del cancelliere Chlodwig zu Hohenlohe-Schillingsfürst con Bernhard von Bülow . La cosa più importante fu che il governo del Reich cambiò rotta e rafforzò la politica sociale dello Stato a scapito di quella repressiva.